# Gorenja vas (gmina Gorenja vas-Poljane)
Gorenja vas – wieś w Słowenii, w gminie Gorenja vas-Poljane. W 2018 roku liczyła 1149 mieszkańców.